# Trnobrany
Trnobrany jsou malá vesnice, část obce Liběšice v okrese Litoměřice. Nachází se asi jeden kilometr severně od Liběšic. Prochází zde silnice II/240. Trnobrany jsou také název katastrálního území o rozloze 2,71 km².

## Historie
První písemná zmínka o vesnici pochází z roku 1426.

## Obyvatelstvo
Při sčítání lidu v roce 1921 zde žilo 211 obyvatel (z toho 89 mužů), z nichž bylo sedm Čechoslováků a 204 Němců. Kromě čtyř evangelíků byli římskými katolíky. Podle sčítání lidu z roku 1930 měla vesnice 190 obyvatel: čtrnáct Čechoslováků a 176 Němců. Převažovala římskokatolická většina, ale žili zde také dva evangelíci, jeden člen církve československé a tři lidé bez vyznání.
|                                                                   | 1869 | 1880 | 1890 | 1900 | 1910 | 1921 | 1930 | 1950 | 1961 | 1970 | 1980 | 1991 | 2001 | 2011 |
| ----------------------------------------------------------------- | ---- | ---- | ---- | ---- | ---- | ---- | ---- | ---- | ---- | ---- | ---- | ---- | ---- | ---- |
| Obyvatelé                                                         | 237  | 242  | 231  | 215  | 210  | 211  | 190  | 130  | 170  | 118  | 67   | 46   | 105  | 89   |
| Domy                                                              | 36   | 34   | 35   | 37   | 37   | 37   | 39   | 38   | .    | 24   | 18   | 18   | 23   | 24   |
| Počet domů z roku 1961 je zahrnut v domech místní části Liběšice. |      |      |      |      |      |      |      |      |      |      |      |      |      |      |

## Pamětihodnosti
- Bývalý zájezdní hostinec, čp. 34
- Usedlost čp. 32
- Dům čp. 2